# Fengying
Fengying (kinesiska: 冯营, 冯营乡) är en socken i Kina. Den ligger i provinsen Henan, i den centrala delen av landet, omkring 230 kilometer sydost om provinshuvudstaden Zhengzhou. Antalet invånare är 48 951. Befolkningen består av 25 130 kvinnor och 23 821 män. Barn under 15 år utgör 25,0 %, vuxna 15-64 år 64 %, och äldre över 65 år 10,0 %.
Genomsnittlig årsnederbörd är 1 047 millimeter. Den regnigaste månaden är augusti, med i genomsnitt 224 mm nederbörd, och den torraste är januari, med 13 mm nederbörd.